# Gruszki (wieś)
Gruszki – wieś w Polsce położona w województwie podlaskim, w powiecie augustowskim, w gminie Płaska.
Wieś królewska ekonomii grodzieńskiej położona była w końcu XVIII wieku w powiecie grodzieńskim województwa trockiego.
W latach 1954–1971 wieś należała i była siedzibą władz gromady Gruszki, po jej zniesieniu w gromadzie Płaska. W latach 1975–1998 miejscowość administracyjnie należała do województwa suwalskiego.
Pod Gruszkami w czasie powstania styczniowego, 28 czerwca 1863, oddział pod dowództwem Józefa Ramotowskiego „Wawra” stoczył zwycięską bitwę z wojskami rosyjskimi.
Opodal miejscowości znajduje się trójstyk granic Polski, Litwy i Białorusi.